# Jerzy Zbaraski
Jerzy Zbaraski herbu własnego (ur. 1574, zm. 30 sierpnia 1631 roku w Krakowie) – kasztelan krakowski od 1620 roku, podczaszy wielki koronny od 1619, krajczy wielki koronny od 1612, starosta wiślicki w latach 1627-1631, starosta piński w latach 1590-1631, starosta radohowski w latach 1603-1631, starosta sokalski w latach 1607-1631, starosta żarnowiecki w latach 1624-1631, książę.
Był synem Janusza Zbaraskiego i ks. Anny Czetwertyńskiej, bratem Krzysztofa Zbaraskiego. Nie ożenił się i nie miał dzieci. Był ostatnim z rodziny Zbaraskich herbu własnego.
Po początkowych studiach w kraju, wraz z bratem wyjechali w 1591 roku w podróż zagraniczną. Odwiedzili Niemcy, Włochy i Francję. Studiowali w Padwie w latach 1592-1593. Do kraju powrócili na przełomie 1594 i 1595 roku..
Stanął po stronie Zygmunta III Wazy i walczył w szeregach wojsk królewskich w bitwie pod Guzowem.
Poseł województwa bracławskiego na sejm zwyczajny 1613 roku. Poseł na sejm zwyczajny 1620 roku z województwa krakowskiego, jako senator brał udział w sejmach: 1621, 1623, 1627, 1629 (I) i 1631 roku.
Od 1613 roku właściciel zamku w Pilicy, który przebudował w stylu włoskim około 1620 roku.

Po 1627 roku ufundował dla brata i siebie kaplicę Zbaraskich przy krakowskim kościele Dominikanów pw. św. Trójcy, w której został też pochowany. Był też pomysłodawcą budowy nowego zamku w Zbarażu, oraz ufundował w Zbarażu kościół i klasztor oo. Bernardynów.

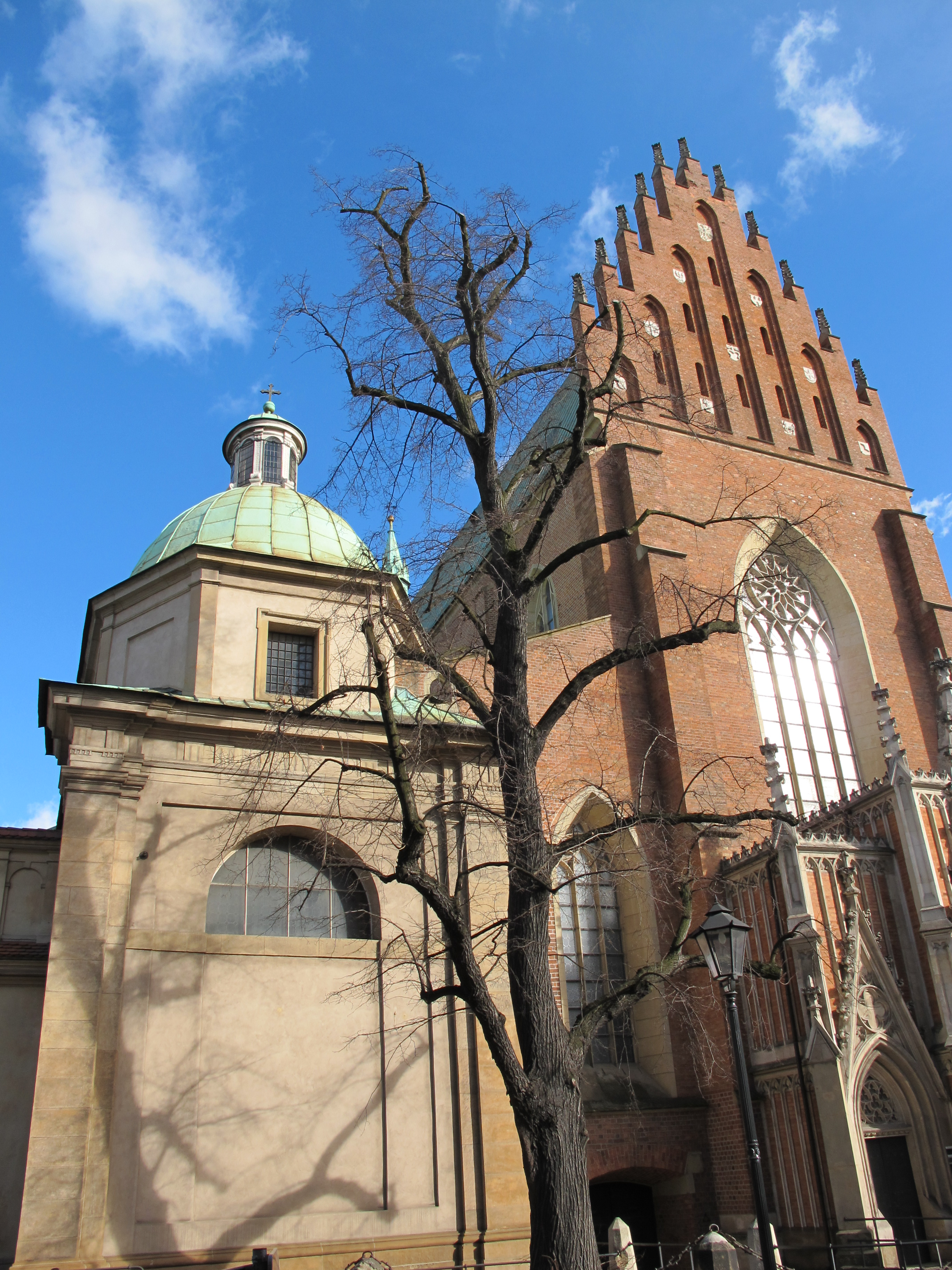
Kaplica Zbaraskich w Krakowie
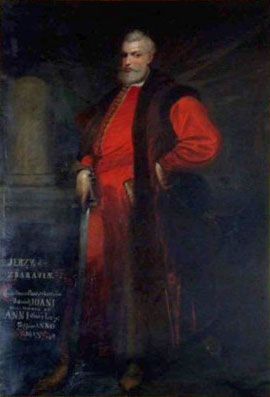
Jerzy Zbaraski